# Innichen
Innichen (italià San Candido) és un municipi italià, dins de la província autònoma de Tirol del Sud. És un dels municipis de la vall de Pustertal. L'any 2007 tenia 3.176 habitants. Està format per les fraccions d'Innichberg (Monte San Candido), Obervierschach (Versciaco di Sopra), Untervierschach (Versciaco di Sotto), Vierschach (Versciaco) i Winnebach (Prato alla Drava). Limita amb els municipis de Toblach, Innervillgraten (Àustria), Sexten, i Sillian (Àustria).

## Situació lingüística
| Pertinença lingüística (cens 2001) | 84,84% alemany |
| Pertinença lingüística (cens 2001) | 14,78% italià  |
| Pertinença lingüística (cens 2001) | 0,38% ladí     |

## Administració
| Període | Identitat     | Partit |
| ------- | ------------- | ------ |
| 2004-   | Josef Passler | SVP    |

## Galeria d'imatges

Territori comunal

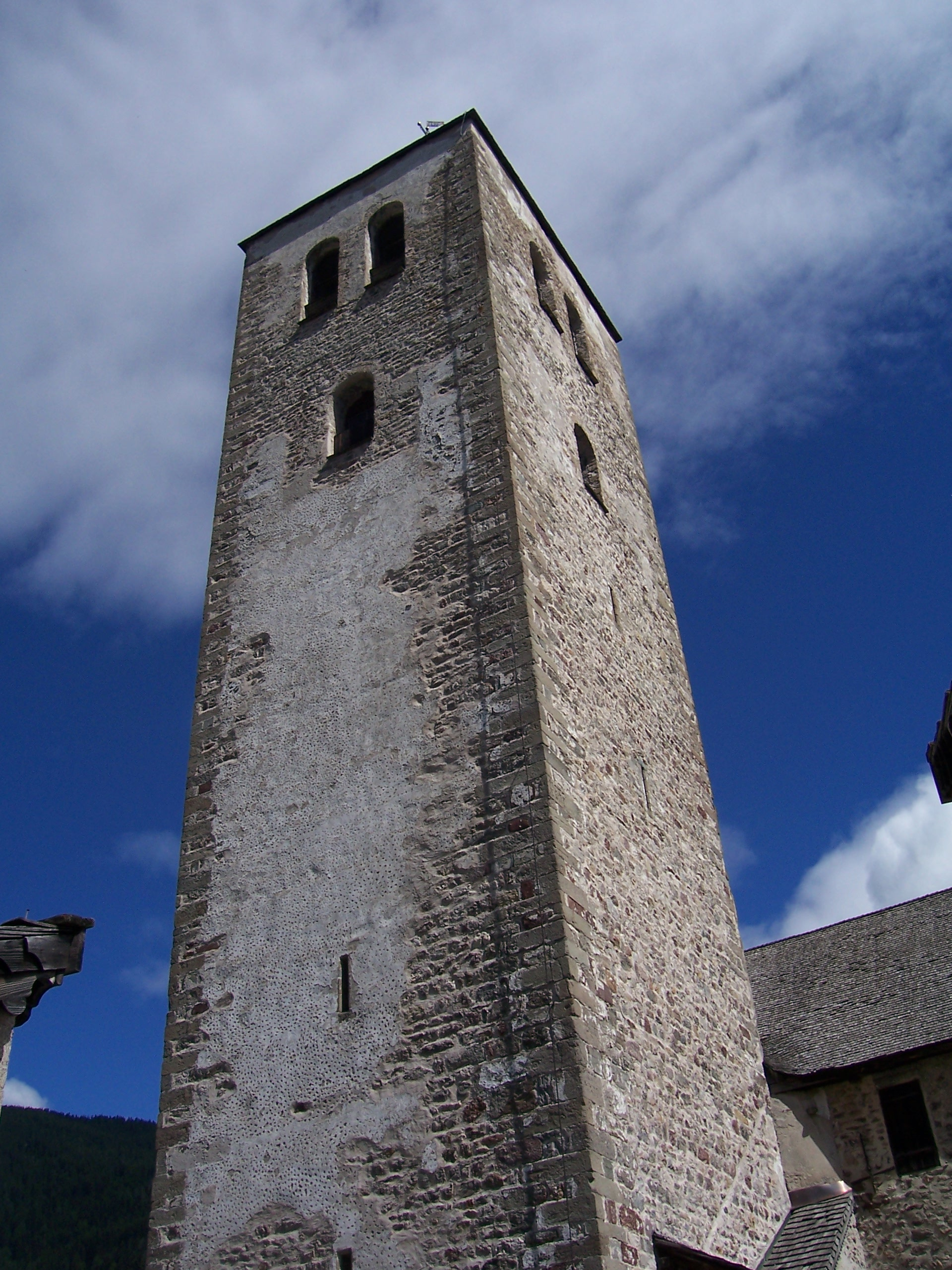
Campanar de la Col·legiata d'Innichen
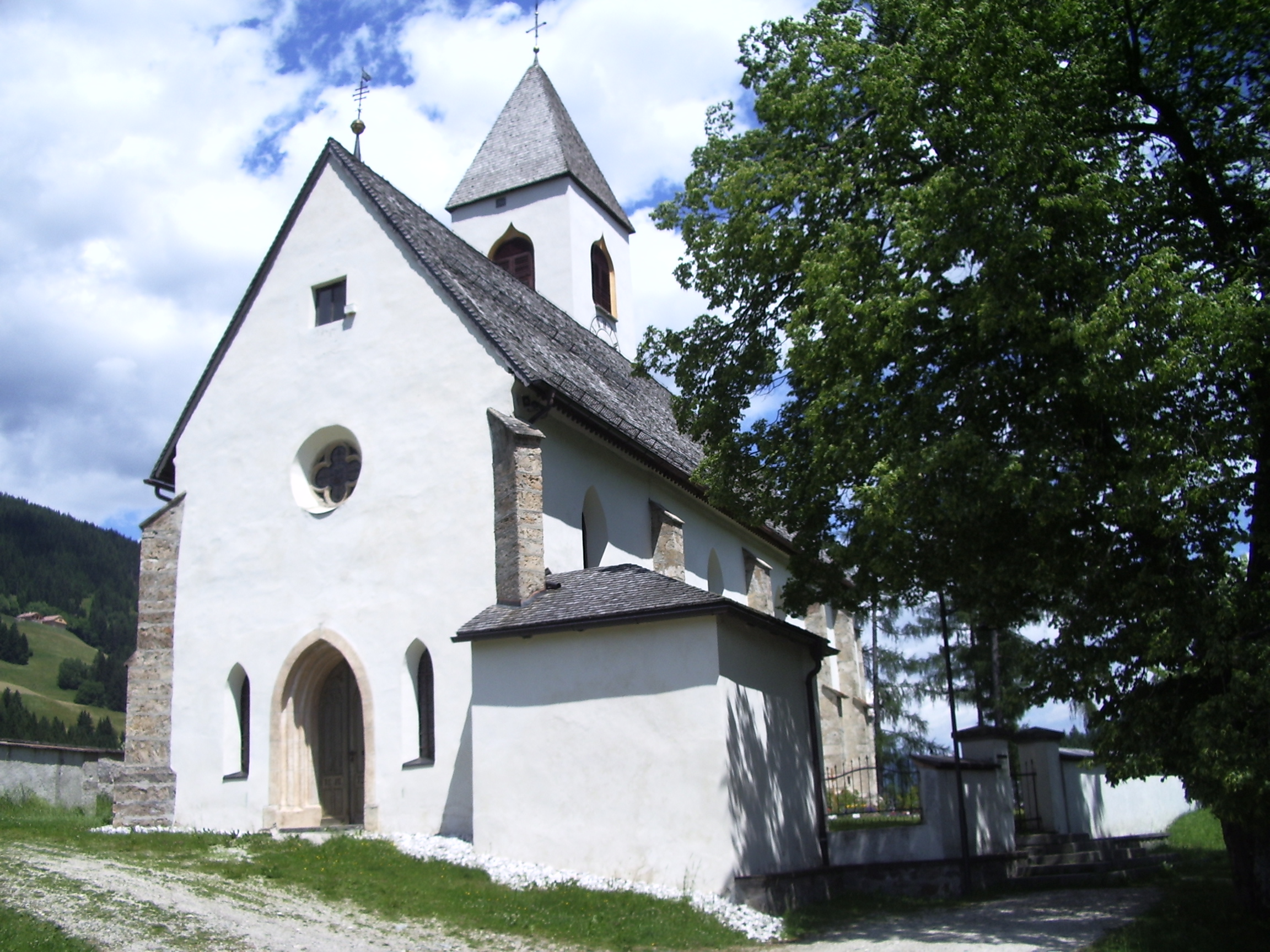
Santa Magdalena
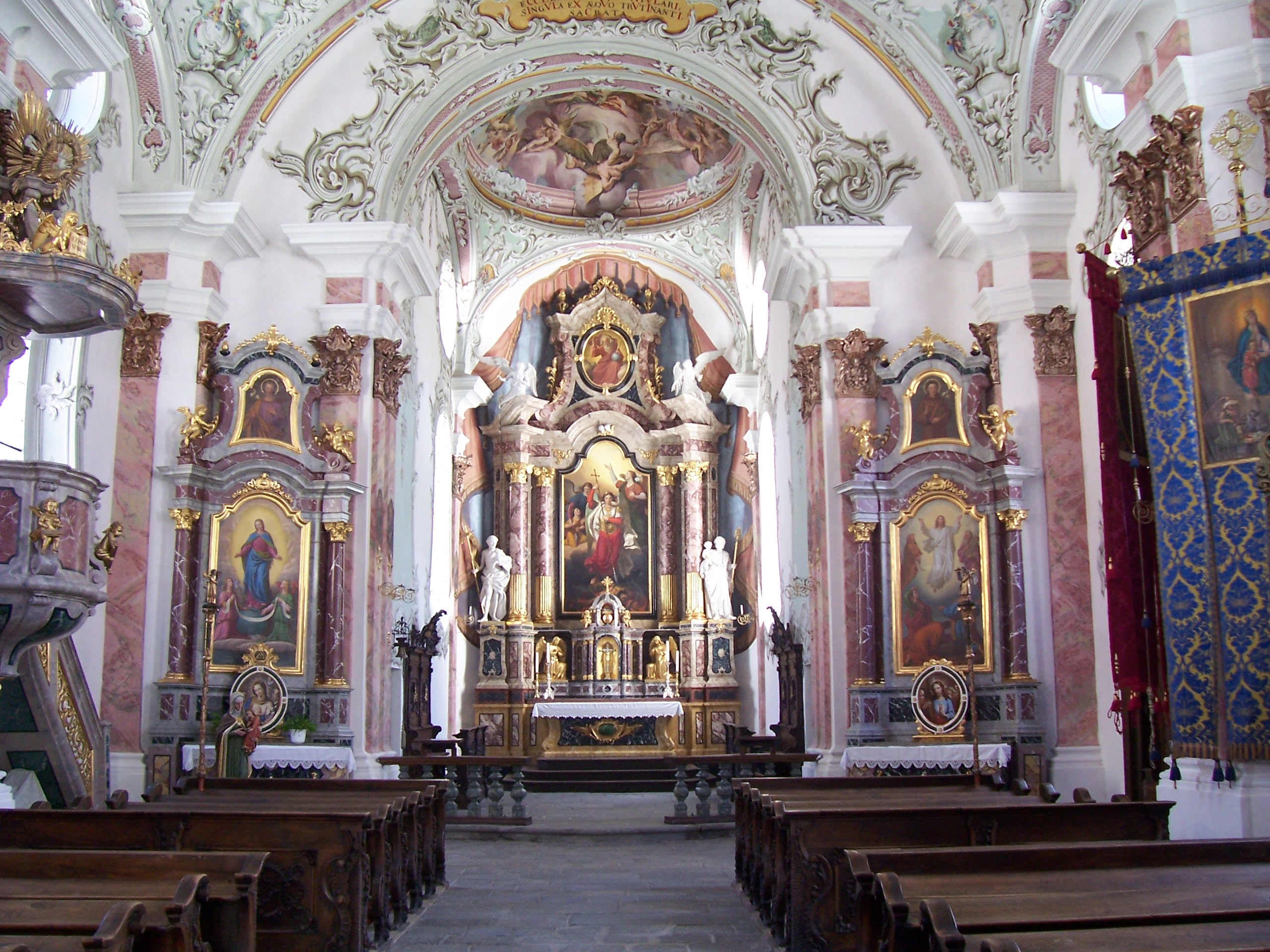
Parròquia de St. Michael (interior)
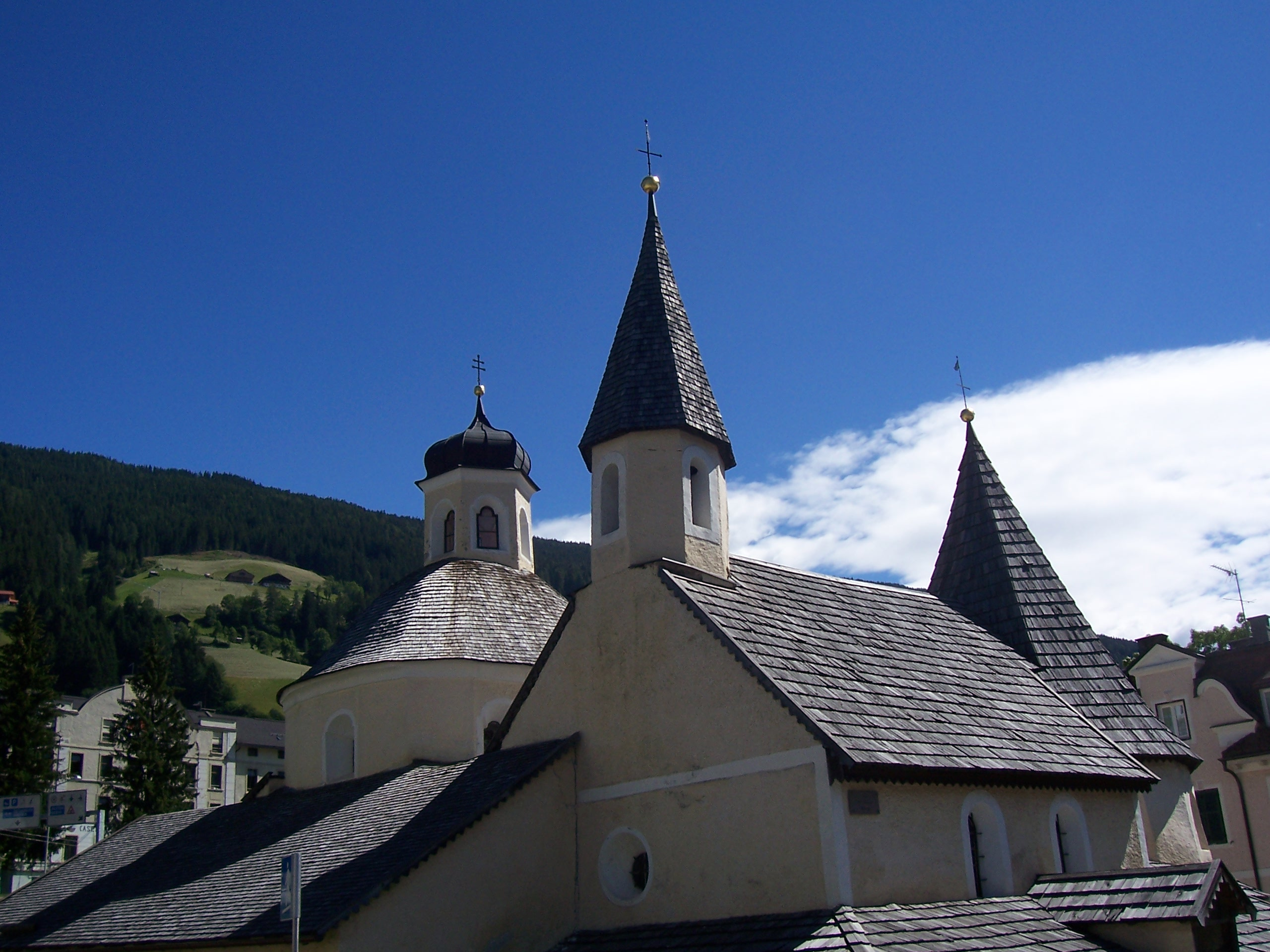
Capelles d'Altötting i del Sant Sepulcre
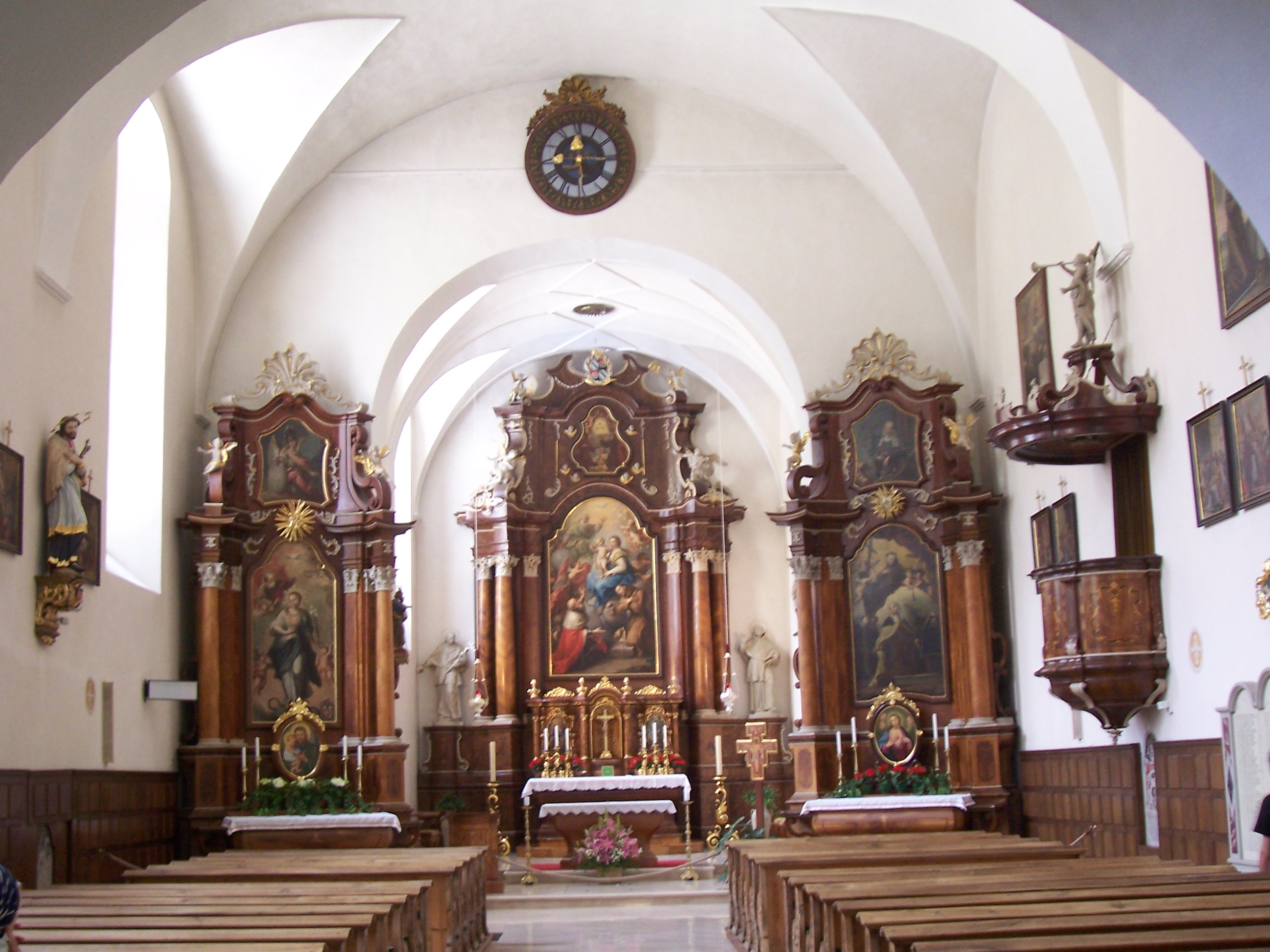
Església del convent dels Franciscans
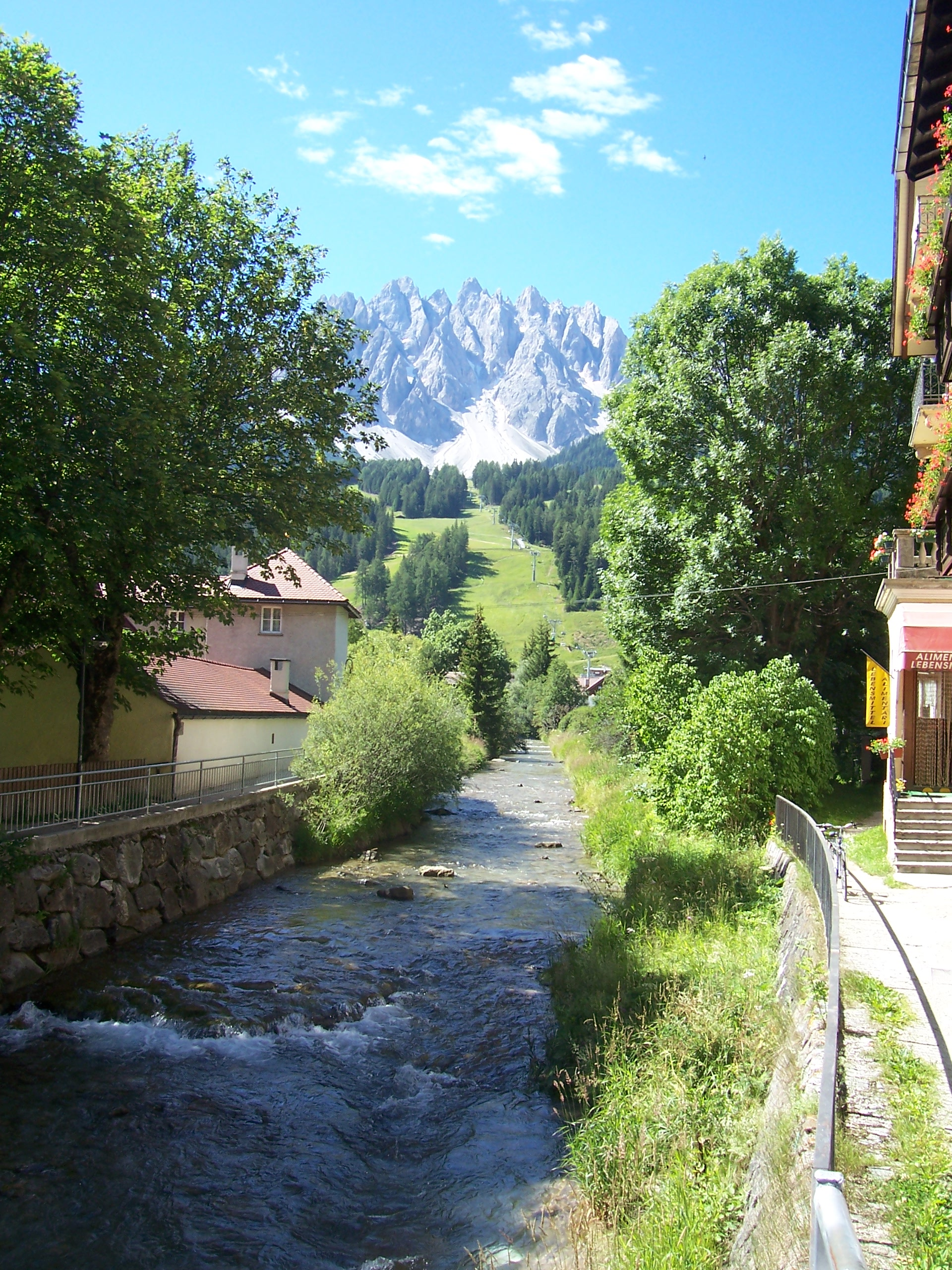
La Drava al municipi